# Елсворт (Пенсилванија)
Елсворт (енгл. Ellsworth) град је у америчкој савезној држави Пенсилванија.

## Демографија
По попису из 2010. године број становника је 1.027, што је 56 (-5,2%) становника мање него 2000. године.
| Група             | 2000.         | 2010.       |
| Белци             | 1.033 (95,4%) | 977 (95,1%) |
| Афроамериканци    | 25 (2,3%)     | 25 (2,4%)   |
| Азијати           | 1 (0,1%)      | 0 (0,0%)    |
| Хиспаноамериканци | 7 (0,6%)      | 8 (0,8%)    |
| Укупно            | 1.083         | 1.027       |